# Truls Melin

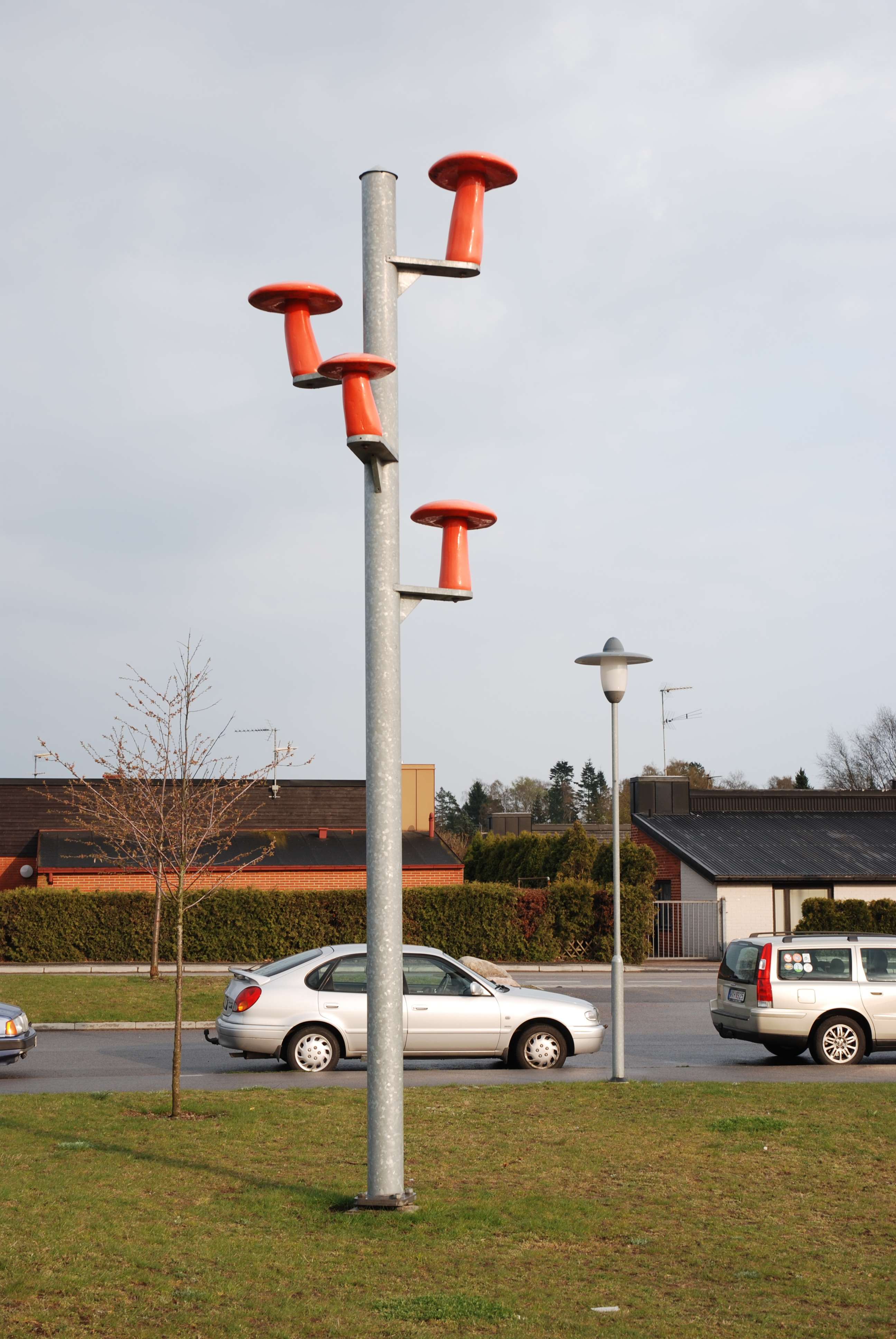
Paddehattar i Genarp.

Truls Erik Melin, född 14 februari 1958 i Malmö, död 19 januari 2022, var en svensk skulptör.
Truls Melin utbildade sig på Målarskolan Forum i Malmö 1978–1979 och vid Det Kongelige Danske Kunstakademi i Köpenhamn 1979–1984. Han representerade Sverige vid Venedigbiennalen 1993. År 2006 fick han Barbro & Holger Bäckströms stipendium och 2007 Moderna Museets Vänners skulpturpris - K. A. Linds hederspris. 
| ”                                           | Truls Melin [har] präglats av en dansk skulpturtradition och då främst den danske 1700-talsskulptören Johannes Wiederwelt. Samtidigt hittar vi spår av 1950-talsarkitektur, minimalism och arvet av det svenska folkhemmet. Skulpturen är för Melin ett fysiskt stillastående monument som vi tvingas ta ställning till på samma sätt som med ett hus... Den mänskliga förmågan att upptäcka och drömmen om att utforska universums hemligheter gör han oss ständigt påmind om genom att ge skulpturerna ett hålrum vi kan kika in i. | „ |
| – Madelene Unneberg, Eskilstuna Konstmuseum | |   |

Truls Melin var son till grafikern John Melin och keramikern Signe Persson-Melin. Han bodde och arbetade i Köpenhamn sedan mitten av 1980-talet.

## Offentliga verk i urval
- Utan titel, Holmavångsvägen i Holma i Malmö
- Paddehattar (2004), stål, utanför Sporthallen i Genarp
- Drömskeppet (2006), målad aluminium, CRC (Clinical Research Center), Södra Förstadsgatan 101 i Malmö
- Mentalt sällskap (2009), utanför Magasin 3 i Stockholm